# 馬達加斯加島副獅子魚
馬達加斯加島副獅子鱼，为輻鰭魚綱鮋形目杜父魚亞目狮子鱼科的其中一種。分布於南冰洋的Kerguelen 與 Crozet 島海域，屬深海底棲性魚類，棲息在水深372至1050公尺的海域，生活習性不明。